# Лопеш, Маркуш
Ма́ркуш Па́улу Мески́та Ло́пеш (порт. Marcos Paulo Mesquita Lopes; 28 декабря 1995, Белен, Бразилия), более известный как Ро́ни Ло́пеш (порт. Rony Lopes) — португальский футболист, нападающий клуба «Брага».

## Клубная карьера

### «Бенфика»
Семья Маркуша Лопеша переехала из Бразилии в Португалию, когда Рони было четыре года. В Южной Америке мальчик не занимался футболом. «Несмотря на то, что мне нравится Бразилия, у меня не было сомнений при выборе Португалии», — рассказывал Лопеш, когда ему было 16. Футболист приступил к обучению в спортивной ассоциации «Поярис» в возрасте восьми лет. Через три года он перешёл в Академию «Бенфики», где стал игроком юношеского клуба.
После пяти лет, проведённых в лиссабонской команде, Лопеш в январе 2012 года официально перешёл в английский «Манчестер Сити» за €1 млн. «„Манчестер Сити“ смотрел мои игры и сделал предложение о переходе. Это было трудное решение, ведь в Португалии у меня была своя жизнь, друзья, семья», — сказал Лопеш. Фактически переезд игрока в Англию состоялся летом 2011 года, однако из-за сложностей в оформлении документов разрешение играть за «горожан» было получено только в январе следующего года.

### «Манчестер Сити»
Маркуш Лопеш по приезде в Англию тренировался и играл за юношескую команду «Манчестер Сити». Стремительный прогресс и быстрая адаптация к новым условиям позволила футболисту уже через полгода присоединиться к молодёжному составу. 5 января 2013 года Лопеш дебютировал за основную команду, выйдя на замену в третьем раунде Кубка Англии против «Уотфорда». За 3 минуты, проведённые на поле, португалец успел отметиться голом, став самым молодым бомбардиром в истории клуба. «Я очень взволнован, у меня просто нет слов. Я только вчера узнал, что попаду в заявку на матч, но и представить не мог, что удастся выйти на поле. Меня выпустили на 88-й минуте, а на 90-й я уже забил. Повторюсь, у меня просто нет слов», — поделился впечатлениями на официальном сайте «Сити» Лопеш.
26 января Лопеш был включён в заявку команды в матче против «Сток Сити» в 4-м раунде Кубка Англии, 16 марта — в Премьер-лиге против «Эвертона», но на поле не появился.
24 сентября 2013 года Лопеш вышел в основном составе «горожан» в игре 3-го раунда Кубка лиги против «Уигана» на позиции левого вингера. Он провёл на поле 70 минут, а матч закончился уверенной победой горожан со счётом 5:0.

### «Лилль»
9 августа 2014 года Маркуш Лопеш вышел на замену на 67-й минуте матча чемпионата Франции по футболу против «Меца», сыграв на позиции центрального полузащитника. Первый гол за «Лилль» забил 14 сентября 2014 года в матче 5-го тура Лиги 1 против «Нанта», отличившись на 44-й минуте с передачи Дивока Ориджи.
7 января 2016 года отправился в аренду в «Лилль». 30 июня 2016 года вернулся из аренды в «Монако».

### «Севилья»
В августе 2019 года Лопеш подписал с «Севильей» 5-летний контракт. Сумма трансфера оценивалась в € 20 млн. Однако игрок провёл всего 5 игр за команду и летом 2020 года «Ницца» арендовала Лопеша у «Севильи» с правом выкупа за € 20 млн.

## Карьера в сборной
13 января 2011 года Маркуш Лопеш дебютировал за сборную Португалии до 17 лет в матче со сверстниками из Австрии и на 51-й минуте отметился забитым мячом. Всего игрок провёл 7 матчей за данную возрастную категорию и 1 матч за сборную до 18 лет против Польши, в котором также забил гол на 41-й минуте.
11 сентября 2012 года Лопеш сыграл первый матч за юношескую сборную Португалии, выйдя на 6 минут против Италии. Португалия смогла квалифицироваться на юношеский Чемпионат Европы-2013 в Литве. Он участвовал во всех четырёх матчах на турнире. В решающей игре группового турнира против Литвы Лопеш открыл счёт в матче на 8-й минуте. Португальцы одержали победу 4:2, однако на стадии полуфинала в серии пенальти уступили сверстникам из Сербии, которые в итоге стали чемпионами Европы.
14 ноября 2017 года в товарищеском матче против сборной США Лопеш дебютировал за сборную Португалии.

## Статистика

### Клубная
| Выступление      | Выступление      | Выступление      | Лига | Лига | Кубки | Кубки | Еврокубки | Еврокубки | Итого | Итого |
| Клуб             | Лига             | Сезон            | Игры | Голы | Игры  | Голы  | Игры      | Голы      | Игры  | Голы  |
| ---------------- | ---------------- | ---------------- | ---- | ---- | ----- | ----- | --------- | --------- | ----- | ----- |
| Манчестер Сити   | Премьер-лига     | 2012/13          | 0    | 0    | 1     | 1     | 0         | 0         | 1     | 1     |
| Манчестер Сити   | Премьер-лига     | 2013/14          | 0    | 0    | 4     | 0     | 0         | 0         | 4     | 0     |
| Манчестер Сити   | Итого            | Итого            | 0    | 0    | 5     | 1     | 0         | 0         | 5     | 1     |
| → Лилль          | Лига 1           | 2014/15          | 23   | 3    | 1     | 0     | 3         | 0         | 27    | 3     |
| → Лилль          | Лига 1           | 2015/16          | 12   | 2    | 4     | 1     | —         | —         | 16    | 3     |
| → Лилль          | Лига 1           | 2016/17          | 25   | 4    | 2     | 2     | 2         | 0         | 29    | 6     |
| → Лилль          | Итого            | Итого            | 60   | 9    | 7     | 3     | 5         | 0         | 72    | 12    |
| Монако           | Лига 1           | 2015/16          | 2    | 0    | 0     | 0     | 0         | 0         | 2     | 0     |
| Монако           | Лига 1           | 2017/18          | 38   | 15   | 6     | 1     | 5         | 1         | 49    | 17    |
| Монако           | Лига 1           | 2018/19          | 12   | 2    | 4     | 2     | 0         | 0         | 16    | 4     |
| Монако           | Итого            | Итого            | 52   | 17   | 10    | 3     | 5         | 1         | 67    | 21    |
| Всего за карьеру | Всего за карьеру | Всего за карьеру | 112  | 26   | 22    | 7     | 10        | 1         | 144   | 34    |

### Матчи за сборную
| № | Дата            | Оппонент | Счёт | Голы | Пасы | Минуты | Соревнование      |
| - | --------------- | -------- | ---- | ---- | ---- | ------ | ----------------- |
| 1 | 14 ноября 2017  | США      | 1:1  | —    | —    | 9'     | Товарищеский матч |
| 2 | 6 сентября 2018 | Хорватия | 1:1  | —    | —    | 22'    | Товарищеский матч |

Итого: сыграно матчей: 2 / забито голов: 0; победы: 0, ничьи: 2, поражения: 0.

## Достижения
«Манчестер Сити»
- Обладатель Кубка Футбольной лиги: 2014

«Монако»
- Финалист Кубка французской лиги: 2017/18

Португалия (до 19 лет)
- Серебряный призёр чемпионата Европы (юноши до 19 лет): 2014